# (15474) 1999 BG11
(15474) 1999 BG11 est un astéroïde de la ceinture principale d'astéroïdes découvert en 1999.

## Description
(15474) 1999 BG11 a été découvert le 20 janvier 1999 au Centre de recherches en géodynamique et astrométrie (CERGA), à Caussols en France, par le projet scientifique européen OCA-DLR Asteroid Survey (ODAS).

### Caractéristiques orbitales
L'orbite de cet astéroïde est caractérisée par un demi-grand axe de 2,85 UA, un périhélie de 2,52 UA, une excentricité de 0,11 et une inclinaison de 1,45° par rapport à l'écliptique. Du fait de ces caractéristiques, à savoir un demi-grand axe compris entre 2 et 3,2 UA et un périhélie supérieur à 1,666 UA, il est classé, selon la JPL Small-Body Database, comme objet de la ceinture principale d'astéroïdes.

### Caractéristiques physiques
(15474) 1999 BG11 a une magnitude absolue (H) de 14,2 et un albédo estimé à 0,331.